# Gare de Hankou
La gare de Hankou est une gare ferroviaire chinoise situé à Wuhan. Elle a ouvert en 1991.

## Service des voyageurs

### Contexte historique
Hankou est l'un des trois anciens districts formant l'actuelle ville de Wuhan, aux côtés de Wuchang et Hanyang. Sous la dynastie Qing, Hankou s'était déjà établi comme un centre commercial majeur et un port fluvial stratégique sur le fleuve Yangtsé.

### Construction de la première gare (1903)
La première gare de Hankou a été construite en 1903, sous l'impulsion des puissances étrangères, principalement russes et britanniques, cherchant à étendre leur influence en Chine. Elle servait de terminus à la ligne ferroviaire Pékin-Hankou, l'une des premières grandes lignes ferroviaires du pays. L'architecture du bâtiment s'inspirait du style européen, reflet des influences des architectes étrangers de l'époque.

### Transformations au XXe siècle
Au cours du XXe siècle, la gare de Hankou a subi plusieurs rénovations. Après la révolution de 1911, qui a conduit à la chute de la dynastie Qing, Wuhan est devenue un centre important pour le mouvement républicain, et la gare a continué de jouer un rôle central dans le transport ferroviaire national. La gare a été endommagée pendant l'occupation japonaise durant la Seconde Guerre mondiale, avant d'être reconstruite par la suite.

### La gare moderne (1991)
En réponse à l'urbanisation rapide et à la croissance économique de la Chine à la fin du XXe siècle, une nouvelle gare de Hankou a été inaugurée en 1991. Située dans le district de Jianghan, cette gare moderne combine des éléments architecturaux traditionnels chinois avec des installations modernes. Elle est devenue l'une des principales gares de Wuhan, desservant de nombreuses lignes à grande vitesse reliant la ville à d'autres grandes métropoles chinoises.

### Importance actuelle
Aujourd'hui, la gare de Hankou est l'une des trois grandes gares de Wuhan, avec celles de Wuchang et de Wuhan. Elle joue un rôle crucial dans le transport de passagers et de marchandises à travers la Chine, notamment sur les lignes à grande vitesse reliant Wuhan à Pékin, Guangzhou, et Shanghai. La gare symbolise l'importance de Wuhan en tant que plaque tournante du transport dans le centre de la Chine.

## Accès
La gare est accessible par la station de métro Hankou Huochezhan (chinois : 汉口火车站 ; litt. « gare ferroviaire de Hankou ») de la ligne 2 du métro de Wuhan.